# Championnat du monde masculin de curling 2001
Navigation
Édition précédente Édition suivante
Le Championnat du monde masculin de curling 2001 (nom officiel : Ford World Men's Curling Championship) est la 42e édition de cette compétition de curling.

Il a été organisé en Suisse dans la ville de Lausanne, dans la patinoire de Malley du 31 mars au 8 avril 2001.

## Équipes
| Canada | Danemark | Finlande | France |
| --- | --- | --- | --- |
| Ottewell CC, Edmonton, Alberta Skip: Randy Ferbey Third: David Nedohin Second: Scott Pfeifer Lead: Marcel Rocque Remplaçant : Dan Holowaychuk    | Hvidovre CC Skip: Johnny Frederiksen Third: Henrik Jakobsen Second: Lars Vilandt Lead: Bo Jensen Remplaçant : Gert Larsen               | Hyvinkää CC Skip: Markku Uusipaavalniemi Third: Wille Mäkelä Second: Tommi Häti Lead: Jari Laukkanen Remplaçant : Pekka Saarelainen      | Chamonix CC Skip: Dominique Dupont-Roc Third: Jan Henri Ducroz Second: Thomas Dufour Lead: Spencer Mugnier Remplaçant : Philippe Caux |
| Allemagne | Nouvelle-Zélande | Norvège | Suède |
| Füssen CC Skip: Andy Kapp Third: Uli Kapp Second: Oliver Axnick Lead: Holger Höhne Remplaçant : Patrick Hoffman                                  | Dunedin CC Skip: Dan Mustapic Third: Sean Becker Second: Hans Frauenlob Lead: Lorne de Pape Remplaçant : Jim Allan                      | Stabekk CC, Oslo Skip: Pål Trulsen Third: Lars Vågberg Second: Flemming Davanger Lead: Bent Ånund Ramsfjell Remplaçant : Tore Torvbråten | Östersunds CK Skip: Peter Lindholm Third: Tomas Nordin Second: Magnus Swartling Lead: Peter Narup Remplaçant : Anders Kraupp          |
| Suisse | États-Unis | | |
| Biel-Touring CC, Biel Skip: Christof Schwaller Third: Andreas Schwaller Second: Damian Grichting Lead: Markus Eggler Remplaçant : Marco Ramstein | Granite CC, Seattle, Washington Skip: Jason Larway Third: Greg Romaniuk Second: Travis Way Lead: Joel Larway Remplaçant : Doug Kaufmann | | |

## Classement
| Pays             | Skip                   | V | D |
| ---------------- | ---------------------- | - | - |
| Suède            | Peja Lindholm          | 7 | 2 |
| Canada           | Randy Ferbey           | 6 | 3 |
| Suisse           | Christof Schwaller     | 6 | 3 |
| Norvège          | Pål Trulsen            | 6 | 3 |
| Finlande         | Markku Uusipaavalniemi | 5 | 4 |
| France           | Dominique Dupont-Roc   | 4 | 5 |
| Allemagne        | Andy Kapp              | 4 | 5 |
| États-Unis       | Jason Larway           | 4 | 5 |
| Nouvelle-Zélande | Dan Mustapic           | 2 | 7 |
| Danemark         | Johnny Frederiksen     | 1 | 8 |

*Légende: V = Victoire - D = Défaite

## Résultats

### Match 1
| Équipes           | 1 | 2 | 3 | 4 | 5 | 6 | 7 | 8 | 9 | 10 | Total |
| ----------------- | - | - | - | - | - | - | - | - | - | -- | ----- |
| Canada (Ferbey)   | – | – | – | – | – | – | – | – | – | –  | 9     |
| Norvège (Trulsen) | – | – | – | – | – | – | – | – | – | –  | 13    |

| Équipes                     | 1 | 2 | 3 | 4 | 5 | 6 | 7 | 8 | 9 | 10 | Total |
| --------------------------- | - | - | - | - | - | - | - | - | - | -- | ----- |
| Nouvelle-Zélande (Mustapic) | – | – | – | – | – | – | – | – | – | –  | 4     |
| France (Dupont-Roc)         | – | – | – | – | – | – | – | – | – | –  | 8     |

| Équipes             | 1 | 2 | 3 | 4 | 5 | 6 | 7 | 8 | 9 | 10 | Total |
| ------------------- | - | - | - | - | - | - | - | - | - | -- | ----- |
| États-Unis (Larway) | – | – | – | – | – | – | – | – | – | –  | 6     |
| Suisse (Schwaller)  | – | – | – | – | – | – | – | – | – | –  | 7     |

| Équipes                    | 1 | 2 | 3 | 4 | 5 | 6 | 7 | 8 | 9 | 10 | Total |
| -------------------------- | - | - | - | - | - | - | - | - | - | -- | ----- |
| Danemark (Frederiksen)     | – | – | – | – | – | – | – | – | – | –  | 6     |
| Finlande (Uusipaavalniemi) | – | – | – | – | – | – | – | – | – | –  | 7     |

| Équipes          | 1 | 2 | 3 | 4 | 5 | 6 | 7 | 8 | 9 | 10 | Total |
| ---------------- | - | - | - | - | - | - | - | - | - | -- | ----- |
| Suède (Lindholm) | – | – | – | – | – | – | – | – | – | –  | 9     |
| Allemagne (Kapp) | – | – | – | – | – | – | – | – | – | –  | 5     |

### Match 2
| Équipes                     | 1 | 2 | 3 | 4 | 5 | 6 | 7 | 8 | 9 | 10 | Total |
| --------------------------- | - | - | - | - | - | - | - | - | - | -- | ----- |
| Suède (Lindholm)            | – | – | – | – | – | – | – | – | – | –  | 6     |
| Nouvelle-Zélande (Mustapic) | – | – | – | – | – | – | – | – | – | –  | 4     |

| Équipes            | 1 | 2 | 3 | 4 | 5 | 6 | 7 | 8 | 9 | 10 | Total |
| ------------------ | - | - | - | - | - | - | - | - | - | -- | ----- |
| Suisse (Schwaller) | – | – | – | – | – | – | – | – | – | –  | 4     |
| Allemagne (Kapp)   | – | – | – | – | – | – | – | – | – | –  | 3     |

| Équipes                | 1 | 2 | 3 | 4 | 5 | 6 | 7 | 8 | 9 | 10 | Total |
| ---------------------- | - | - | - | - | - | - | - | - | - | -- | ----- |
| Canada (Ferbey)        | – | – | – | – | – | – | – | – | – | –  | 11    |
| Danemark (Frederiksen) | – | – | – | – | – | – | – | – | – | –  | 0     |

| Équipes             | 1 | 2 | 3 | 4 | 5 | 6 | 7 | 8 | 9 | 10 | Total |
| ------------------- | - | - | - | - | - | - | - | - | - | -- | ----- |
| États-Unis (Larway) | – | – | – | – | – | – | – | – | – | –  | 6     |
| Norvège (Trulsen)   | – | – | – | – | – | – | – | – | – | –  | 5     |

| Équipes                    | 1 | 2 | 3 | 4 | 5 | 6 | 7 | 8 | 9 | 10 | Total |
| -------------------------- | - | - | - | - | - | - | - | - | - | -- | ----- |
| France (Dupont-Roc)        | – | – | – | – | – | – | – | – | – | –  | 4     |
| Finlande (Uusipaavalniemi) | – | – | – | – | – | – | – | – | – | –  | 8     |

### Match 3
| Équipes                    | 1 | 2 | 3 | 4 | 5 | 6 | 7 | 8 | 9 | 10 | Total |
| -------------------------- | - | - | - | - | - | - | - | - | - | -- | ----- |
| Finlande (Uusipaavalniemi) | – | – | – | – | – | – | – | – | – | –  | 4     |
| Allemagne (Kapp)           | – | – | – | – | – | – | – | – | – | –  | 7     |

| Équipes                | 1 | 2 | 3 | 4 | 5 | 6 | 7 | 8 | 9 | 10 | Total |
| ---------------------- | - | - | - | - | - | - | - | - | - | -- | ----- |
| Norvège (Trulsen)      | – | – | – | – | – | – | – | – | – | –  | 6     |
| Danemark (Frederiksen) | – | – | – | – | – | – | – | – | – | –  | 5     |

| Équipes             | 1 | 2 | 3 | 4 | 5 | 6 | 7 | 8 | 9 | 10 | Total |
| ------------------- | - | - | - | - | - | - | - | - | - | -- | ----- |
| France (Dupont-Roc) | – | – | – | – | – | – | – | – | – | –  | 3     |
| Suède (Lindholm)    | – | – | – | – | – | – | – | – | – | –  | 7     |

| Équipes            | 1 | 2 | 3 | 4 | 5 | 6 | 7 | 8 | 9 | 10 | Total |
| ------------------ | - | - | - | - | - | - | - | - | - | -- | ----- |
| Suisse (Schwaller) | – | – | – | – | – | – | – | – | – | –  | 3     |
| Canada (Ferbey)    | – | – | – | – | – | – | – | – | – | –  | 9     |

| Équipes                     | 1 | 2 | 3 | 4 | 5 | 6 | 7 | 8 | 9 | 10 | Total |
| --------------------------- | - | - | - | - | - | - | - | - | - | -- | ----- |
| États-Unis (Larway)         | – | – | – | – | – | – | – | – | – | –  | 4     |
| Nouvelle-Zélande (Mustapic) | – | – | – | – | – | – | – | – | – | –  | 5     |

### Match 4
| Équipes             | 1 | 2 | 3 | 4 | 5 | 6 | 7 | 8 | 9 | 10 | Total |
| ------------------- | - | - | - | - | - | - | - | - | - | -- | ----- |
| Norvège (Trulsen)   | – | – | – | – | – | – | – | – | – | –  | 10    |
| France (Dupont-Roc) | – | – | – | – | – | – | – | – | – | –  | 7     |

| Équipes             | 1 | 2 | 3 | 4 | 5 | 6 | 7 | 8 | 9 | 10 | Total |
| ------------------- | - | - | - | - | - | - | - | - | - | -- | ----- |
| États-Unis (Larway) | – | – | – | – | – | – | – | – | – | –  | 3     |
| Canada (Ferbey)     | – | – | – | – | – | – | – | – | – | –  | 10    |

| Équipes                     | 1 | 2 | 3 | 4 | 5 | 6 | 7 | 8 | 9 | 10 | Total |
| --------------------------- | - | - | - | - | - | - | - | - | - | -- | ----- |
| Nouvelle-Zélande (Mustapic) | – | – | – | – | – | – | – | – | – | –  | 3     |
| Allemagne (Kapp)            | – | – | – | – | – | – | – | – | – | –  | 8     |

| Équipes                    | 1 | 2 | 3 | 4 | 5 | 6 | 7 | 8 | 9 | 10 | Total |
| -------------------------- | - | - | - | - | - | - | - | - | - | -- | ----- |
| Finlande (Uusipaavalniemi) | – | – | – | – | – | – | – | – | – | –  | 8     |
| Suède (Lindholm)           | – | – | – | – | – | – | – | – | – | –  | 4     |

| Équipes                | 1 | 2 | 3 | 4 | 5 | 6 | 7 | 8 | 9 | 10 | Total |
| ---------------------- | - | - | - | - | - | - | - | - | - | -- | ----- |
| Danemark (Frederiksen) | – | – | – | – | – | – | – | – | – | –  | 2     |
| Suisse (Schwaller)     | – | – | – | – | – | – | – | – | – | –  | 8     |

### Match 5
| Équipes             | 1 | 2 | 3 | 4 | 5 | 6 | 7 | 8 | 9 | 10 | Total |
| ------------------- | - | - | - | - | - | - | - | - | - | -- | ----- |
| États-Unis (Larway) | – | – | – | – | – | – | – | – | – | –  | 7     |
| Suède (Lindholm)    | – | – | – | – | – | – | – | – | – | –  | 6     |

| Équipes             | 1 | 2 | 3 | 4 | 5 | 6 | 7 | 8 | 9 | 10 | Total |
| ------------------- | - | - | - | - | - | - | - | - | - | -- | ----- |
| France (Dupont-Roc) | – | – | – | – | – | – | – | – | – | –  | 7     |
| Suisse (Schwaller)  | – | – | – | – | – | – | – | – | – | –  | 3     |

| Équipes                    | 1 | 2 | 3 | 4 | 5 | 6 | 7 | 8 | 9 | 10 | Total |
| -------------------------- | - | - | - | - | - | - | - | - | - | -- | ----- |
| Norvège (Trulsen)          | – | – | – | – | – | – | – | – | – | –  | 9     |
| Finlande (Uusipaavalniemi) | – | – | – | – | – | – | – | – | – | –  | 2     |

| Équipes                     | 1 | 2 | 3 | 4 | 5 | 6 | 7 | 8 | 9 | 10 | Total |
| --------------------------- | - | - | - | - | - | - | - | - | - | -- | ----- |
| Nouvelle-Zélande (Mustapic) | – | – | – | – | – | – | – | – | – | –  | 6     |
| Danemark (Frederiksen)      | – | – | – | – | – | – | – | – | – | –  | 4     |

| Équipes          | 1 | 2 | 3 | 4 | 5 | 6 | 7 | 8 | 9 | 10 | Total |
| ---------------- | - | - | - | - | - | - | - | - | - | -- | ----- |
| Allemagne (Kapp) | – | – | – | – | – | – | – | – | – | –  | 5     |
| Canada (Ferbey)  | – | – | – | – | – | – | – | – | – | –  | 7     |

### Match 6
| Équipes                | 1 | 2 | 3 | 4 | 5 | 6 | 7 | 8 | 9 | 10 | Total |
| ---------------------- | - | - | - | - | - | - | - | - | - | -- | ----- |
| Allemagne (Kapp)       | – | – | – | – | – | – | – | – | – | –  | 10    |
| Danemark (Frederiksen) | – | – | – | – | – | – | – | – | – | –  | 7     |

| Équipes                    | 1 | 2 | 3 | 4 | 5 | 6 | 7 | 8 | 9 | 10 | Total |
| -------------------------- | - | - | - | - | - | - | - | - | - | -- | ----- |
| Canada (Ferbey)            | – | – | – | – | – | – | – | – | – | –  | 2     |
| Finlande (Uusipaavalniemi) | – | – | – | – | – | – | – | – | – | –  | 8     |

| Équipes                     | 1 | 2 | 3 | 4 | 5 | 6 | 7 | 8 | 9 | 10 | Total |
| --------------------------- | - | - | - | - | - | - | - | - | - | -- | ----- |
| Suisse (Schwaller)          | – | – | – | – | – | – | – | – | – | –  | 6     |
| Nouvelle-Zélande (Mustapic) | – | – | – | – | – | – | – | – | – | –  | 5     |

| Équipes             | 1 | 2 | 3 | 4 | 5 | 6 | 7 | 8 | 9 | 10 | Total |
| ------------------- | - | - | - | - | - | - | - | - | - | -- | ----- |
| France (Dupont-Roc) | – | – | – | – | – | – | – | – | – | –  | 3     |
| États-Unis (Larway) | – | – | – | – | – | – | – | – | – | –  | 6     |

| Équipes           | 1 | 2 | 3 | 4 | 5 | 6 | 7 | 8 | 9 | 10 | Total |
| ----------------- | - | - | - | - | - | - | - | - | - | -- | ----- |
| Norvège (Trulsen) | – | – | – | – | – | – | – | – | – | –  | 6     |
| Suède (Lindholm)  | – | – | – | – | – | – | – | – | – | –  | 9     |

### Match 7
| Équipes                     | 1 | 2 | 3 | 4 | 5 | 6 | 7 | 8 | 9 | 10 | Total |
| --------------------------- | - | - | - | - | - | - | - | - | - | -- | ----- |
| Nouvelle-Zélande (Mustapic) | – | – | – | – | – | – | – | – | – | –  | 3     |
| Canada (Ferbey)             | – | – | – | – | – | – | – | – | – | –  | 9     |

| Équipes           | 1 | 2 | 3 | 4 | 5 | 6 | 7 | 8 | 9 | 10 | Total |
| ----------------- | - | - | - | - | - | - | - | - | - | -- | ----- |
| Allemagne (Kapp)  | – | – | – | – | – | – | – | – | – | –  | 5     |
| Norvège (Trulsen) | – | – | – | – | – | – | – | – | – | –  | 7     |

| Équipes                | 1 | 2 | 3 | 4 | 5 | 6 | 7 | 8 | 9 | 10 | Total |
| ---------------------- | - | - | - | - | - | - | - | - | - | -- | ----- |
| Danemark (Frederiksen) | – | – | – | – | – | – | – | – | – | –  | 5     |
| France (Dupont-Roc)    | – | – | – | – | – | – | – | – | – | –  | 6     |

| Équipes             | 1 | 2 | 3 | 4 | 5 | 6 | 7 | 8 | 9 | 10 | Total |
| ------------------- | - | - | - | - | - | - | - | - | - | -- | ----- |
| Suède (Lindholm)    | – | – | – | – | – | – | – | – | – | –  | 9     |
| États-Unis (Larway) | – | – | – | – | – | – | – | – | – | –  | 2     |

| Équipes                    | 1 | 2 | 3 | 4 | 5 | 6 | 7 | 8 | 9 | 10 | Total |
| -------------------------- | - | - | - | - | - | - | - | - | - | -- | ----- |
| Finlande (Uusipaavalniemi) | – | – | – | – | – | – | – | – | – | –  | 4     |
| États-Unis (Larway)        | – | – | – | – | – | – | – | – | – | –  | 9     |

### Match 8
| Équipes                    | 1 | 2 | 3 | 4 | 5 | 6 | 7 | 8 | 9 | 10 | Total |
| -------------------------- | - | - | - | - | - | - | - | - | - | -- | ----- |
| Suisse (Schwaller)         | – | – | – | – | – | – | – | – | – | –  | 9     |
| Finlande (Uusipaavalniemi) | – | – | – | – | – | – | – | – | – | –  | 5     |

| Équipes                | 1 | 2 | 3 | 4 | 5 | 6 | 7 | 8 | 9 | 10 | Total |
| ---------------------- | - | - | - | - | - | - | - | - | - | -- | ----- |
| Danemark (Frederiksen) | – | – | – | – | – | – | – | – | – | –  | 5     |
| Suède (Lindholm)       | – | – | – | – | – | – | – | – | – | –  | 6     |

| Équipes             | 1 | 2 | 3 | 4 | 5 | 6 | 7 | 8 | 9 | 10 | Total |
| ------------------- | - | - | - | - | - | - | - | - | - | -- | ----- |
| Allemagne (Kapp)    | – | – | – | – | – | – | – | – | – | –  | 8     |
| États-Unis (Larway) | – | – | – | – | – | – | – | – | – | –  | 6     |

| Équipes                     | 1 | 2 | 3 | 4 | 5 | 6 | 7 | 8 | 9 | 10 | Total |
| --------------------------- | - | - | - | - | - | - | - | - | - | -- | ----- |
| Norvège (Trulsen)           | – | – | – | – | – | – | – | – | – | –  | 7     |
| Nouvelle-Zélande (Mustapic) | – | – | – | – | – | – | – | – | – | –  | 6     |

| Équipes             | 1 | 2 | 3 | 4 | 5 | 6 | 7 | 8 | 9 | 10 | Total |
| ------------------- | - | - | - | - | - | - | - | - | - | -- | ----- |
| Canada (Ferbey)     | – | – | – | – | – | – | – | – | – | –  | 11    |
| France (Dupont-Roc) | – | – | – | – | – | – | – | – | – | –  | 5     |

### Match 9
| Équipes                | 1 | 2 | 3 | 4 | 5 | 6 | 7 | 8 | 9 | 10 | Total |
| ---------------------- | - | - | - | - | - | - | - | - | - | -- | ----- |
| Danemark (Frederiksen) | – | – | – | – | – | – | – | – | – | –  | 8     |
| États-Unis (Larway)    | – | – | – | – | – | – | – | – | – | –  | 3     |

| Équipes                     | 1 | 2 | 3 | 4 | 5 | 6 | 7 | 8 | 9 | 10 | Total |
| --------------------------- | - | - | - | - | - | - | - | - | - | -- | ----- |
| Finlande (Uusipaavalniemi)  | – | – | – | – | – | – | – | – | – | –  | 10    |
| Nouvelle-Zélande (Mustapic) | – | – | – | – | – | – | – | – | – | –  | 3     |

| Équipes          | 1 | 2 | 3 | 4 | 5 | 6 | 7 | 8 | 9 | 10 | Total |
| ---------------- | - | - | - | - | - | - | - | - | - | -- | ----- |
| Suède (Lindholm) | – | – | – | – | – | – | – | – | – | –  | 11    |
| Canada (Ferbey)  | – | – | – | – | – | – | – | – | – | –  | 7     |

| Équipes             | 1 | 2 | 3 | 4 | 5 | 6 | 7 | 8 | 9 | 10 | Total |
| ------------------- | - | - | - | - | - | - | - | - | - | -- | ----- |
| Allemagne (Kapp)    | – | – | – | – | – | – | – | – | – | –  | 4     |
| France (Dupont-Roc) | – | – | – | – | – | – | – | – | – | –  | 10    |

| Équipes            | 1 | 2 | 3 | 4 | 5 | 6 | 7 | 8 | 9 | 10 | Total |
| ------------------ | - | - | - | - | - | - | - | - | - | -- | ----- |
| Suisse (Schwaller) | – | – | – | – | – | – | – | – | – | –  | 5     |
| Norvège (Trulsen)  | – | – | – | – | – | – | – | – | – | –  | 4     |

### Playoffs
|  | Demi-finales | Demi-finales |       |   | Finale | Finale |
|  | Demi-finales | Demi-finales |       |   | Finale | Finale |
|  |              |              |       |   |        |        |
|  |              |              |       |   |        |        |
|  |              |              |       |   |        |        |
|  | Suède        | 4            |       |   |        |        |
|  | Suède        | 4            |       |   |        |        |
|  | Norvège      | 3            |       |   |        |        |
|  | Norvège      | 3            | Suède | 6 |        |        |
|  |              |              | Suède | 6 |        |        |
|  |              | Suisse       | 3     |   |        |        |
|  | Canada       | Suisse       | 3     | 5 |        |        |
|  | Canada       |              |       | 5 |        |        |
|  | Suisse       | 6            |       |   |        |        |
|  | Suisse       | 6            |       |   |        |        |

|  | Médaille de Bronze |         |    |
|  |                    |         |    |
|  | Norvège            | Norvège | 10 |
|  | Canada             | Canada  | 9  |

#### Finale
| Équipes            | 1 | 2 | 3 | 4 | 5 | 6 | 7 | 8 | 9 | 10 | Total |
| ------------------ | - | - | - | - | - | - | - | - | - | -- | ----- |
| Suisse (Schwaller) | 0 | 1 | 0 | 0 | 0 | 0 | 1 | 0 | 1 | 0  | 3     |
| Suède (Lindholm)   | 1 | 0 | 1 | 0 | 0 | 0 | 0 | 3 | 0 | 1  | 6     |

| Champion du monde de curling 2001 |
| --------------------------------- |
| Suède 4e titre                    |